# Simosthenurus
Simosthenurus — викопний рід сумчастих ссавців родини Кенгурові (Macropodidae). Існував в Австралії 3,6 млн років тому та вимер у плейстоцені, 12 тис. років тому.

## Опис

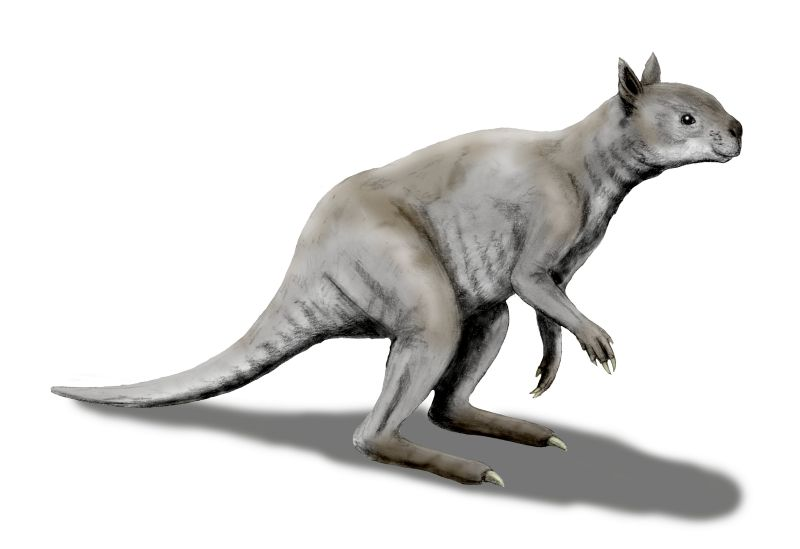
Реконструкція S. occidentalis

Кенгуру сягав 3 м завдовжки і 2 м в висоту і важить 200 кг, що робить його третім за розміром кенгуру всіх часів.

## Види
- Simosthenurus maddocki
- Simosthenurus occidentalis
- Simosthenurus antiquus
- Simosthenurus baileyi
- Simosthenurus brachyselenis
- Simosthenurus eurykaphus
- Simosthenurus pales
- Simosthenurus tirarensis
- Simosthenurus orientalis